# Leopoldo Magenti Chelvi
Leopoldo Magenti Chelvi (Alberic, 25 augustus 1896 – Valencia, 22 juli 1969) was een Spaans componist en muziekpedagoog.

## Leven
Magenti Chelvi studeerde aan het Conservatorio Superior de Música de Valencia bij Juan Cortés. Later ging hij aan het Real Conservatorio Superior de Música de Madrid en studeerde bij Joaquín Turina Pérez. Zijn studies voltooide hij in Parijs bij Joaquin Nin.
Op 19-jarige leeftijd kreeg hij een baan als professioneele begeleider van Gaspar Cassadó en anderen, wat hem door heel Europa en zelfs in de Verenigde Staten bracht. Hij ontwikkelde zich ook tot een vooraanstaande interpreet van de pianowerken van Isaac Albéniz. Hij werd leider van de pianoafdeling van het Conservatorio Superior de Música de Valencia.
Als componist schreef hij zarzuela's en werken voor orkest en banda sinfónica (harmonieorkest).

## Composities

### Werken voor orkest
- Rapsodia valenciana intermedio sinfónico de "El ruiseñor de la huerta"

### Werken voor banda (harmonieorkest)
- 1933 La labradora - rondalla de la zarzuela
- El brindis del torerillo pasodoble canción - tekst: José Muñoz Román
- Estampes mediterránies, suite sinfónica
  1. Crepúsculo en Mallorca - Moderato
  2. La pavana de Valencia - Lento
  3. Idilio en el Peñón de Ifach - Andante
  4. La Costa Brava - Moderato
- Intermedio de la zarzuela "La barbiana"
- L'artista faller, Hymne voor samenzang en harmonieorkest - tekst: Vicent Tortosa Biosca
- Las chicas del Music-Hall Pasodoble flamenco

### Toneelwerken
- 1929 Las chicas del Music-Hall sainete con detalles de revista (revue) in 1 acte - tekst: Caireles y Miranda
- 1930 El ruiseñor de la huerta, zarzuela in twee actes - libretto: J. Sánchez Prieto
- 1961 La condesita operette in drie actes - libretto: L. Tejedor en Rafael Fernández Shaw naar de romance "Una lágrima de mujer"
- La labradora, zarzuela in 1 acte - libretto: Romero en Rafael Fernández Shaw
- La barbiana, zarzuela in twee actes - libretto: Rafael Fernández Shaw

- Biblioteca Nacional de España: XX890066
- International Standard Name Identifier: 0000 0000 6067 6804
- Library of Congress Control Number: n2012017336
- Virtual International Authority File: 87776367
- WorldCat: E39PBJfCqfKwftbqhMCRfXd4v3